# Olivier Schwartz (sociologue)
Pour les articles homonymes, voir Schwartz et Olivier Schwartz.
Olivier Schwartz, né en 1951, est professeur de sociologie à l'université Paris Descartes et membre du Centre de recherche sur les liens sociaux (CERLIS). Il est le fils du professeur Bertrand Schwartz et le neveu du mathématicien Laurent Schwartz.
Ses recherches s'intéressent aux classes populaires dans la société française contemporaine.
Il a publié en 1990 Le Monde privé des ouvriers, où sont présentés les résultats d’une enquête ethnographique concernant les modes de fonctionnement des familles ouvrières de l’ancienne région minière du Nord-Pas-de-Calais. Il enquête aujourd’hui sur les conducteurs d’autobus de la RATP (Régie autonome des transports parisiens).

## Publications
- Le monde privé des ouvriers. Hommes et femmes du Nord, PUF, Paris, 1990, rééd. 2002, 558 pages, Note de lecture en ligne par Quentin Ravelli
- « Sur le rapport des ouvriers du Nord à la politique », Politix, numéro 13, 1991
- « L'empirisme irréductible », in Le hobo, sociologie du sans-abri, Nels Anderson, Fernand Nathan, 1993
- « Sur la question corporative dans le mouvement social de décembre 1995 », Sociologie du travail, numéro 4, 1997
- « Le militant syndical, leader et médiateur ? », Revue de sociologie et d’anthropologie, 1999
- La notion de « classes populaires », habilitation à diriger des recherches en sociologie, Université de Versailles-Saint-Quentin-en-Yvelines, 1998
- « La pénétration de la "culture psychologique de masse" dans un groupe populaire : paroles de conducteurs de bus » PUF, Sociologie, 2011/4 Vol.2
- Olivier Schwartz et Olivier Masclet, « Les classes populaires, c'est les pauvres », dans Olivier Masclet, Séverine Misset et Tristan Poullaouec, La France d'en bas ? : idées reçues sur les classes populaires, Éditions du Cavalier bleu, 2019 (ISBN 979-1031803739)